# Kongeriget Cypern
Kongeriget Cypern (fransk: Royaume de Chypre, latin: Regnum Cypri ) eksisterede mellem 1192 og 1489. Det blev styret af den franske slægt Lusignan. Det omfattede ikke kun selve øen Cypern, men havde også undertiden et fodfæste på det anatolske fastland: Antalya mellem 1361 og 1373 og Korykus mellem 1361 og 1448.

## Historie

### Det tredje korstog
Øen Cypern blev i 1191 erobret af kong Richard 1. af England under Det tredje korstog fra Isak Komnenos, øens  guvernør og selvudråbt kejser af det Det Byzantinske Rige. Den engelske konge havde ikke haft til hensigt at erobre øen, før at hans flåde var blevet spredt af en storm på vej til Belejringen af Akko, og tre af hans skibe blev drevet på grund ved Cyperns kyst. De tre skibe blev ødelagt og sank uden for Limassols havn. De skibbrudne overlevende blev taget til fange af Komnenos, og da et skib med kong Richards søster Johannne og brud Berengaria sejlede ind i havnen, afslog Komnenos deres anmodning om at gå i land efter ferskvand. Kong Richard og resten af hans flåde ankom kort tid efter. Da Richard hørte om fængslingen af hans skibbrudne kammerater og de fornærmelser, der hans brud og søster var blevet udsat for, valgte kong Richard at gå i land og møde Komnenos i et salg. Der var rygter om, at Komnenos i hemmelighed var i ledtog med Saladin for at beskytte sig mod, Angelos-familien, hans hovedfjende, der herskede i den byzantinske hovedstad Konstantinopel.
Kontrol over Cypern ville give en yderst strategisk base for operationer, hvorfra man kunne påbegynde og forsyne yderligere korstogsoffensiver for kong Richard. Den engelske hær mødte cyprioterne ved Limassols bred med engelske bueskytter og stærkt tungt bevæbnede riddere. Komnenos og resten af hans hær flygtede om natten til bakkerne, men kong Richard og hans tropper opsporede den cypriotiske hersker og plyndrede hans lejr inden daggry. Komnenos flygtede atter med et lille følge. Den næste dag kom mange cypriotiske adelsmænd hen til kong Richard for at sværge deres troskab. I de næste dage fremsatte Komnenos et tilbud på 20.000 guldmark og 500 bevæbnede rytter til kong Richard, derudover lovede han at overgive sin datter og slotte som et løfte om hans gode opførsel.
Af frygt for forræderi fra de nye erobrere flygtede Komnenos efter at have givet dette løfte til kong Richard og undslap til Kantara Borgen. Nogle uger efter kong Richards bryllup med sin brud den 12. maj 1191 forsøgte Komnenos at flygte og med en båd nå til fastlandet, men han blev pågrebet i klosteret Kap Skt. Andrea på øens østlige punkt og senere fængslet på Markappos Borgen i Syrien, hvor han døde kort tid efter, stadig i fangenskab. I mellemtiden havde kong Richard genoptaget sin rejse mod Akko og efter et meget tiltrængt pusterum, nye midler og forstærkninger, og sat sejl mod Det hellige land ledsaget af kongen af Jerusalem, Guy af Lusignan og andre højtstående adelsmænd. Den engelske konge efterlod garnisoner i øens byer og borge, før han rejste bort, og selve ansvaret for øen overlod han til  Richard af Canville og Robert af Thornham.
Richard konfiskerede ejendomme, der tilhørte de cyprioter, der havde kæmpet mod ham. Han pålagde også en 50% kapitalafgift på øen til gengæld for en bekræftelse af dens love og skikke. Han beordrede også cypriotiske mænd til at barbere deres skæg. Der var et oprør ledet af en slægtning til Isak, men det blev knust af Robert af Thornham, der hængte lederen. Richard irettesatte Robert for denne henrettelse, da en henrettelse af en mand, der hævdede at være konge, var en krænkelse af kongelig værdighed. Nogle detaljer om den korte engelske periode om Cypern kan findes i Chronicle of Meaux Abbey, hvis kilde muligvis var af Robert af Thornham, som havde et kontakt med klosteret. 

### Tempelridderne
Da kong Richard 1. af England havde indset, at Cypern på sigt ville være et vanskeligt område at holde og regere, mens hans kæmpede i Det hellige land, solgte han det til tempelridderne for et beløb på 100.000 bezanter, hvoraf 40.000 skulle betales straks, mens resten skulle betales i rater. Som en af de mægtigste militærordener i Middelalderen var Tempelridderne kendt for deres bemærkelsesværdige økonomiske magt og store jordbesiddelse og ejendomme i hele Europa og Det hellige land. Deres hårdhændede styre på Cypern medførte hurtigt den indfødte befolknings had. Påskedag i 1192 forsøgte cyprioterne at begå en massakre mod deres tempelridder-herskere, men på grund af deres forudgående viden om angrebet og deres begrænsede antal tropper havde ridderne imidlertid søgt tilflugt i deres højborg i Nicosia. En belejring fulgte, og da tempelridderne havde indset de dystre omstændigheder og deres belejreres modvilje mod at forhandle, sejlede de en morgen ved daggry ud og overraskede cyprioterne fuldstændigt. Den efterfølgende nedslagtning var nådesløs og omfattende, og selvom tempelriddernes styre blev genoprettet efter begivenheden, var militærordren tilbageholdende med at fortsætte deres styre og angiveligt bad de kong Richard om at tage Cypern tilbage. Kong Richard accepterede tilbuddet, og tempelridderne vendte tilbage til Syrien, men bevarede kun et par besiddelser på øen. Et lille mindretal af øens romersk-katolske indbyggere var hovedsageligt begrænset til nogle kystbyer, såsom Famagusta, samt Nicosia, den historiske hovedstad. Katolikkerne beholdt magten og kontrollen, mens de ortodokse indbyggere boede ude på landet. Dette var stort set det samme som i Kongeriget Jerusalem. Den uafhængige ortodokse kirke på Cypern, med sin egen ærkebiskop og underlagt ingen patriark, fik lov til at forblive på øen, men den romersk-katolske latinske kirke fortrængte den stort set i statur og ejendomsbesiddelse.

### Guy og Amalrik
I mellemtiden var arvedronningen af Jerusalem, Sibylla, død og modstanden mod hendes mands, Guy af Lusignans, styre havde nået det punkt, at hans krav på Jerusalems kronen blev afvist. Da Guy i lang tid havde været en vasal af kong Richard, kunne den engelske konge slå to fluer med ét smæk: Ved at tilbyde Guy af Lusignan Kongeriget Cypern, tillod han sin ven muligheden for at redde ansigt og beholde en slags magt i øst, og samtidig kunne han befri sig for et besværligt len. Det er uklart, om kong Richard forærede ham territoriet eller solgte det, og det er meget usandsynligt, at kong Richard nogensinde blev betalt, selvom en aftale var blevet indgået. I 1194 døde Guy af Lusignan uden nogen arvinger, så hans ældre bror, Amalrik, blev kong Amalrik 1. af Cypern, en krone og titel, der blev godkendt af Henrik 6., den tysk-romerske kejser.
Efter Amalrik af Lusignans død blev Kongeriget på skift arvet af en række unge drenge, der voksede op som konge. Ibelin-familien, der havde haft meget magt i Jerusalem inden dets undergang, fungerede som regenter i disse tidlige år. I 1229 blev en af Ibelin-regenterne tvunget fra magten af Frederik 2., den tysk-romerske kejser, som bragte striden mellem guelferne og ghibellinerne til øen. Frederiks støtter blev besejret i denne kamp af 1232 af de cypriotiske styrker i Slaget ved Agridi, dog det fortsatte striden Kongeriget Jerusalem og i Det tysk-romerske Rige. Frederiks Hohenstaufer efterkommere fortsatte med at herske som konger af Jerusalem indtil 1268, da Hugo 3. af Cypern gjorde krav på titlen og dens territorium omkring Akko for sig selv efter Konrad 3. af Jerusalems død, hvorved de to kongeriger blev forenet. Området i Palæstina blev endelig tabt, mens Henrik 2. var konge i 1291, men Cyperns konger fortsatte med at gøre krav på titlen.

### Styre
Ligesom Jerusalem havde Cypern en Haute Cour (Høje Ret), skønt den var mindre magtfuld, end den havde været i Jerusalem. Øen var rigere og mere feudal end Jerusalem, så kongen havde større personlig rigdom og havde råd til at ignorere Haute Cour. Den vigtigste vasalfamilie var Huset Ibelin med dets forgreninger. Imidlertid var kongen ofte i konflikt med italienske købmænd, især fordi Cypern var blevet et centrum for europæisk handel med Afrika og Asien efter Akkos fald i 1291.
I det 14. århundrede kom Kongeriget til sidst til at blive mere og mere domineret af de genuesiske købmænd. Cypern stod derfor på Avignon-pavedømmets side under Det store skisma i håb om, at franskmændene ville være i stand til at drive italienerne ud. Mamelukkerne gjorde derefter i 1426 kongeriget til sin underordnede. De resterende monarker mistede efterhånden næsten al uafhængighed indtil 1489, da den sidste dronning, Caterina Cornaro, blev tvunget til at sælge øen til Venedig.

## Oversigt over Cyperns monarker
Huset Lusignan
- Guy (1192–1194)
- Amalrik (1194–1205)
- Hugo 1. (1205-1218)
- Henrik 1. (1218-1253) (den Tykke)
- Hugo 2. (1253-1267)
- Hugo 3. (1267-1284) (den Store)
- Johan 1. (1284-1285)
- Henrik 2. (1285–1324)
  - Amalrik af Tyrus (1306–1310), regent
- Hugo 4. (1324–1359)
- Peter 1. (1359–1369)
- Peter 2. (1369–1382)
- Jakob 1. (1382–1398)
- Janus (1398–1432)
- Johan 2. (1432-1458)
- Charlotte (1458–1464 og 1459–1464 med sin mand Ludvig af Savoyen)
- Jakob 2. (1464–1473) (Bastarden)
- Jakob 3. (1473–1474)
- Caterina Cornaro (1474–1489)

## Prætendenter til Kongeriget Cypern
- Didrik af Flandern, der giftede sig med "Cyperns jomfru", arving til Isak Komnenos, gjorde over vinteren 1202/1203 krav på kongeriget, men Amalrik nægtede at overgive det.[7]
- Eugene Matteo de Armeniea (148?-1523), blev af sine egne efterkommere hævdet til at have været en uægte søn af kong Jakob 2. af Cypern, og hvis han var blevet født i 1480'erne, var han et ganske posthumt barn, der angiveligt var flyttet til Sicilien og derefter Malta.
- Charlotte (d. 1487) og Ludvig (d. 1482), dronning og konge iure uxoris, fortsatte som prætendenter, Charlotte gjorde i 1482 afkald til fordel for:
- Karl 1. af Savoyen (1482–90), et legitimt oldebarn af Janus af Cypern, søn af Charlottes fætter, grandfætter til Jakob 3., nevø af Ludvig
- Karl 2. af Savoyen (1490–96)
- Yolanda Louise af Savoyen (1496–99) og Filibert 2. af Savoyen (d. 1504)
  - Filip 2. af Savoyen (1496–97), far til Filibert 2., farbror til Karl 2. og Yolanda Louise, fætter til Charlotte, barnebarn af Janus af Cypern.

## Yderligere læsning
- Carr, Annemarie (1995). Art in the Court of the Lusignan Kings
- Coureas, Nicholas (2016). Latin Cyprus and its Relations with the Mamluk Sultanate, 1250-1517
- Coureas, Nicholas (2017). The Lusignan Kingdom of Cyprus and the Sea 13.-15. Centuries
- Edbury, Peter W. (1991). The Kingdom of Cyprus and the Crusades, 1191-1374. Cambridge University.
- Hill, George (1948). A History of Cyprus. Vol. II. The Frankish period 1192–1432. Cambridge University.
- Kyriacou, Chrysovalantis (2018). Orthodox Cyprus under the Latins, 1191–1571: Society, Spirituality, and Identities. Lexington Books.
- Rogge, red. (2015). Medieval Cyprus: A Place of Cultural Encounter. Waxmann.